# Стојан Грујичић
Стојан Грујичић Јаруга (Међувође, код Босанске Дубице, 19. децембар 1919 — Београд, 7. фебруар 1999) био је учесник Народноослободилачке борбе и народни херој Југославије.

## Биографија
Рођен је 19. децембра 1919. године у селу Међувођу, код Босанске Дубице. У основној школи, коју је завршио у родном селу, код учитеља Милоша Шиљеговића (касније једног од својих команданата), Јаруга је већ тада постао познат по несташлуцима. Сиромашни родитељи нису били у стању да га школују, па је остао у селу и бавио се земљорадњом. Када је мало одрастао, пошао је у свет, као и многи његови вршњаци испод Козаре. Јаруга најчешће радио као физички-сезонски радник на градилиштима у Београду и Новом Саду. Војску Краљевине Југославије је одслужио у артиљеријској, противтенковској јединици.
Када су, после устанка под Козаром, августа 1941. године, створене партизанске чете, Јаруга је дошао на Витловску Косу, и у Другој чети положио партизанску заклетву. У свим њеним окршајима, посебно оним вођеним у новембру и децембру 1941. године, Јаруга је показао изузетну храброст, као и у време жестоких сукоба с Немцима, јануара и фебруара 1942. године. Извесно време је био и курир Прве партизанске ваздухопловне базе у Међувођу, која је успостављена маја 1942. године, доласком авиона Фрање Клуза и Рудија Чајевца.
Пробијајући обруч у офанзиви на Козари, јула 1942. године, Јаруга је у врло тешкој ситуацији успео да кроз непријетељске редове извуче и артиљеријско одељење, које се састојало од противтенковског топа од 45 mm. Само дан раније, овај топ је заплењен на Патрији и одмах употребљен у истој борби, када су уништена два немачка тенка. Пошто је успео да се, са топом, извуче из обруча, Јаруга је одмах дејствовао према непријатељу, који се налазио на цести Дубица–Приједор и тиме олакшао извлачење снага одреда, збега и рањеника. Тих дана примљен је у чланство Комунистичке партије Југославије (КПЈ).
У борбама које је водила Пета крајишка козарска ударна бригада од свог оснивања, септембра 1942. године у Подгрмечу и Бихаћкој операцији, дуж утврђења према Босанском Новом и Љубији, при поновном преласку бригаде на Козару и жестоким окршајима код Клашница, усиљеном маршу према реци Сани и у борбама током Четврте непријатељске офанзиве, Јаруга је био један од првих партизанских артиљераца. Као нишанџија, тукао је Немце код Бенковца, јануара 1943. године. Из непосредне близине дочекао је тенкове на цести код Лушци Паланке и ако је имао само три гранате уништио је два тенка.
Јаруга је често напуштао борбени заклон своје батерије, некад с дозволом, а некад и самовољно, да би ишао на бункере, привлачио се нечујно, бацао бомбе и враћао оне већ једном бачене, тукао митраљезом и кундаком пушке.
Учествовао је у многобројним борбама које је Једанаеста крајишка ударна бригада водила на подручју Козаре и Подгрмеча, од свог формирања, 8. септембра 1943. године. Јаруга се с извиђачком четом, као њен командир, често провлачио кроз непријатељске редове. На Хамбаринама, код Љубије, увукавши се неприметно у непријатељску позадину, дочекао је у заседи петоро кола с усташама и ратним материјалом. Посебно се истакао у акцији на друму Драготиња–Брезичани, августа 1943. године, када је разбијен моторизовани батаљон немачке „Тигар“ дивизије и убијено 143, а заробљено 42 непријатељска војника. У ослобођењу Козарца, 9. јула 1944. године, због изванредно ефикасног гађања непријатељских утврђења, Јаругу је похвалио Штаб бригаде.
За несебичну пожртвованост у борби против непријатеља, и многобројне подвиге, на смотри Једанаесте крајишке ударне бригаде, 18. октобра 1944. године, Петар Војиновић, командант Четврте крајишке ударне дивизије, прочитао је Указ Председништва АВНОЈ-а о додељивању Ордена народног хероја старијем воднику Стојану Грујичићу Јаруги. Захваљујући на високом признању, Јаруга је тада рекао — „Настојаћу да га још више оправдам“.
Настојећи да још више оправда одликовање које му је додељено, током ослобођења Бусоваче код Травника, априла 1945. године, као заменик команданта Четвртог батаљона Једанаесте крајишке ударне бригаде, учинио је последњи и највећи подвиг у рату — чистећи, с групом бораца, минско поље, осетио је да је једна мина активирана. У том тренутку, само је стигао да довикне борцима да легну, а сам је обема рукама снажно стегао мину, која је већ увелико шиштала. Освестио се у болници, без обе руке испод лактова и једног ока. Било је то шесто Јаругино рањавање.
После ослобођења Југославије, извесно време је био у Југословенској армији (ЈА), а онда је пензионисан као ратни-војни инвалид. Иако тешки инвалид, био је веома активан у удружењу ратних-војних инвалида и Савеза бораца НОР-а.
Умро је 7. фебруара 1999. у Београду. Сахрањен је у Алеји заслужних грађана на Новом гробљу у Београду.
Носилац је Партизанске споменице 1941. и других југословенских одликовања. Орденом народног хероја одликован је 25. септембра 1944. године.

## Галерија
- Споменик Стојану Грујичићу Јаруги у Козарској Дубици
- Гроб Стојана Грујичића у Алеји заслужних грађана на Новом гробљу у Београду
- Партизанска споменица 1941.
- Орден народног хероја